# Дивеєвський район
Дивеєвський район (рос. Дивеевский район) — адміністративно-територіальна одиниця (район) та муніципальне утворення (муніципальний район) у південній частині Нижньогородської області Росії.
Адміністративний центр — село Дивеєво.

## Історія
Район було утворено 1929 року.

## Населення
| 1939    | 1959    | 1970    | 1979    | 1989    | 2002    | 2008    |
| ------- | ------- | ------- | ------- | ------- | ------- | ------- |
| 42 177  | ↘27 601 | ↘24 626 | ↘20 111 | ↘18 375 | ↘17 848 | ↘16 233 |
| 2009    | 2010    | 2011    | 2012    | 2013    | 2014    | 2015    |
| ↘15 955 | ↗16 618 | ↘16 600 | ↘16 425 | ↘16 154 | ↘15 934 | ↗15 967 |
| 2016    | 2017    |         |         |         |         |         |
| ↗15 996 | ↘15 905 |         |         |         |         |         |